# Metrominuto

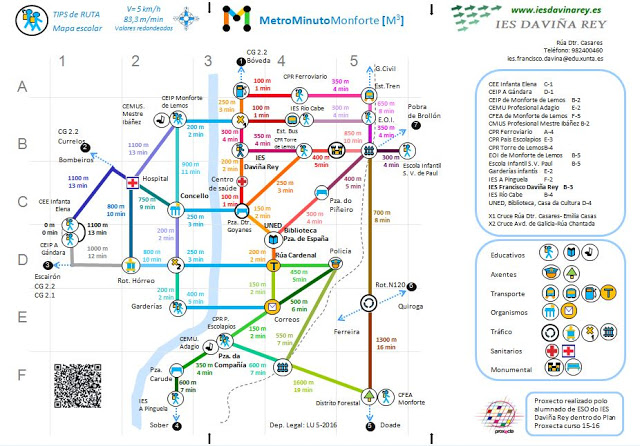
Metrominuto de Monforte de Lemos.

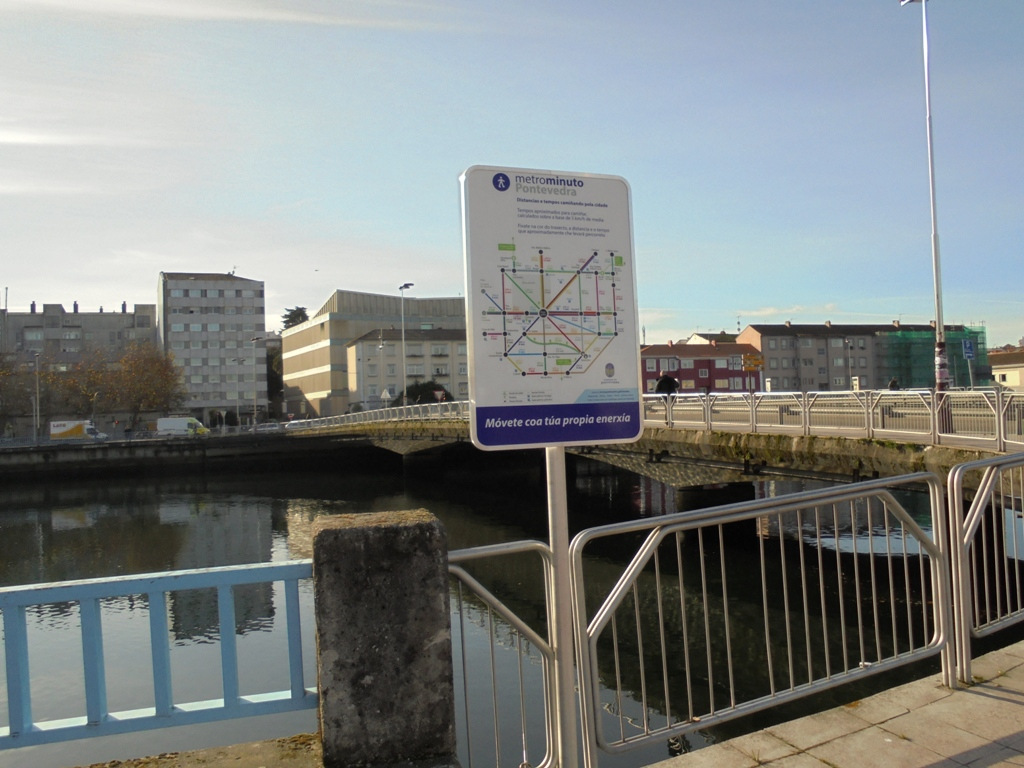
Cartel informativo de Metrominuto en Pontevedra.

Metrominuto es un mapa peatonal esquemático basado en la estética de los mapas de transporte público que marca las distancias entre los puntos más importantes de una ciudad y los tiempos que tardaría una persona media en recorrer esas distancias, diseñado para animar a los ciudadanos a moverse a pie.
Metrominuto fue creado en 2011 en Pontevedra, España, por el departamento de comunicación municipal, al frente del cual se encontraba el periodista Antón Prieto, autor de la idea, que desarrolló en colaboración con el policía local Emilio Suárez. El plano trataba de desmitificar el tiempo que se tarda en ir a pie de un punto a otro de la ciudad de una forma sencilla y fácil de entender, en el marco de una estrategia global para promover la caminabilidad urbana.
Desde su creación, los mapas metrominuto se ha distribuido en forma de mapa manual de papel, colocado en paneles informativos de transporte público, instalado como cartel informativo por toda la ciudad, desarrollado como aplicación móvil gratuita y promocionado con lemas como «Muévete con tu propia energía» «Mejor a pie».
Metrominuto, junto con la transformación urbana de Pontevedra en una ciudad amigable para los peatones y universalmente accesible, ha ganado muchos premios nacionales e internacionales, como el Premio Europeo Intermodes de Movilidad Urbana en 2013 y el Premio Internacional de Mejores Prácticas para el Desarrollo Sostenible de Dubái 2014 otorgado por la ONU-Hábitat en asociación con la Municipalidad de Dubái.
Metrominuto se ha introducido, con su propio diseño personalizado, en muchas ciudades europeas como Toulouse en Francia, Florencia, Ferrara, Módena y Cagliari en Italia, Poznan en Polonia, Belgorod en Rusia, Ángel en Reino Unido y Zaragoza, Sevilla, Cádiz, Salamanca, Granada, Jerez de la Frontera, La Coruña, Logroño y Pamplona en España.
En la actualidad, la Red de Ciudades que Caminan, entidad que reúne a más de 80 ciudades y provincias españolas, realiza Metrominutos para todas las ciudades asociadas que lo desean.